# 加爾沃林
51°54′N 21°37′E / 51.900°N 21.617°E

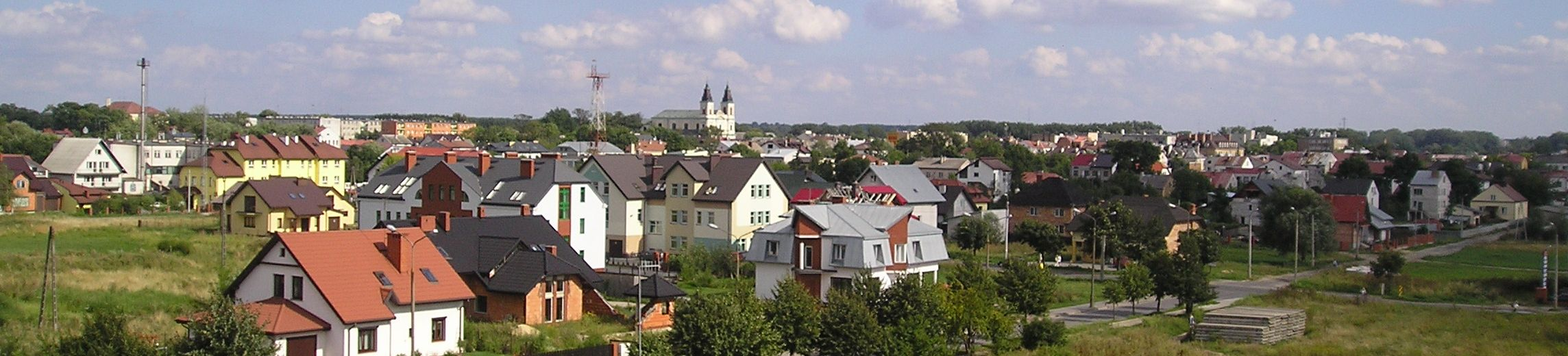

加爾沃林是波蘭的城鎮，位於該國東部，距離首都華沙62公里，由馬佐夫舍省負責管轄，面積22.08平方公里，該地區自鐵器時代有人類居住，2009年人口16,710。

## 外部連結
- County of Garwolin（页面存档备份，存于）
- City's Hall Official Page
- Garwolin County's Community Association（页面存档备份，存于）
- Community of Garwolin（页面存档备份，存于）
- Jewish Community in Garwolin（页面存档备份，存于） on Virtual Shtetl